# Hudson a Rex
Hudson a Rex (v anglickém originále Hudson & Rex) je kanadský krimi seriál, založený na italsko-rakousko-německém seriálu Komisař Rex. První díl byl odvysílán 25. března 2019 na stanici Citytv. Seriál se začal natáčet v říjnu 2018 v hlavním městě kanadské provincie Newfoundland a Labrador St. John's.
Dne 30. května 2019 produkční společnosti Shaftesbury a Pope Productions oznámily, že stanice Citytv objednala druhou řadu, jejíž vysílání bylo naplánováno na sezónu 2019–2020. Druhá řada měla premiéru 24. září 2019. V červnu 2020 bylo oznámeno, že seriál byl prodloužen o třetí řadu, která měla premiéru 5. ledna 2021.
V Česku měl seriál premiéru premiéru 6. července 2020 na Primě.

## Obsazení
| John Reardon          | detektiv Charlie Hudson, Rexův parťák                                       |
| Mayko Nguyenová       | Sarah Truongová, hlavní forenzní vyšetřovatelka policejního oddělení        |
| Kevin Hanchard        | Joseph Donovan, šéf policejního oddělení a přímý nadřízený Hudsona a Rexe   |
| Justin Kelly          | Jesse Mills, IT specialista a odborník na všechny možné moderní technologie |
| Diesel vom Burgimwald | Rex, policejní ovčák s bystrými smysly a neobvyklý parťák detektiva Hudsona |
| Raven Dauda           | seržantka Jan Renleyová, Rexova policejní trenérka (první řada)             |

## Seznam dílů

### První řada (2019)
| Č. v seriálu | Č. v řadě | Původní název       | Český název             | Režie            | Scénář                     | Premiéra v Kanadě | Premiéra v ČR     |
| ------------ | --------- | ------------------- | ----------------------- | ---------------- | -------------------------- | ----------------- | ----------------- |
| 1            | 1         | The Hunt            | Závod s časem           | Alison Reid      | Ken Cuperus                | 25. března 2019   | 6. července 2020  |
| 2            | 2         | Fearless Freaks     | Smrtící parkur          | Felipe Rodriguez | Ken Cuperus                | 1. dubna 2019     | 13. července 2020 |
| 3            | 3         | Haunted by the Past | Stíny minulosti         | Felipe Rodriguez | Paul Aitken a Simon McNabb | 8. dubna 2019     | 20. července 2020 |
| 4            | 4         | School Days         | Univerzita              | Alison Reid      | Ken Cuperus a Celeste Parr | 15. dubna 2019    | 27. července 2020 |
| 5            | 5         | The Pet Sitter      | Smrt v parku            | Alison Reid      | John Callaghan             | 22. dubna 2019    | 3. srpna 2020     |
| 6            | 6         | Murder She Thought  | To je vražda, myslela   | Alison Reid      | Ken Cuperus a Laura Harbin | 29. dubna 2019    | 10. srpna 2020    |
| 7            | 7         | Trial and Error     | Pokus a omyl            | John Vatcher     | John Callaghan             | 13. června 2019   | 17. srpna 2020    |
| 8            | 8         | Fast Eddie's        | Rychlý Eddie            | John Vatcher     | Avrum Jacobson             | 20. června 2019   | 24. srpna 2020    |
| 9            | 9         | The Mourning Show   | Vražda v přímém přenosu | Felipe Rodriguez | Mary Pedersen              | 27. června 2019   | 31. srpna 2020    |
| 10           | 10        | Art of Darkness     | Temné umění             | John Vatcher     | Jessie Gabe                | 4. července 2019  | 7. září 2020      |
| 11           | 11        | Bad Water Rising    | Špinavá voda            | John Vatcher     | Jessie Gabe                | 11. července 2019 | 14. září 2020     |
| 12           | 12        | A Cult Education    | Sekta                   | Sherren Lee      | Derek Schreyer             | 18. července 2019 | 21. září 2020     |
| 13           | 13        | The Rex Files       | Akta Rex                | Sherren Lee      | Jessie Gabe                | 25. července 2019 | 28. září 2020     |

### Druhá řada (2019–2020)
| Č. v seriálu | Č. v řadě | Původní název          | Český název             | Režie                 | Scénář                                                   | Premiéra v Kanadě  | Premiéra v ČR      |
| ------------ | --------- | ---------------------- | ----------------------- | --------------------- | -------------------------------------------------------- | ------------------ | ------------------ |
| 14           | 1         | Man of Consequence     | Vražda na ledu          | Felipe Rodriguez      | Ken Cuperus a Avrum Jacobson                             | 24. září 2019      | 5. října 2020      |
| 15           | 2         | Over Ice               | Utajená minulost        | Felipe Rodriguez      | Céleste Parr                                             | 1. října 2019      | 12. října 2020     |
| 16           | 3         | Blind Justice          | Slepá spravedlnost      | Felipe Rodriguez      | Derek Schreyer                                           | 8. října 2019      | 19. října 2020     |
| 17           | 4         | Strangers in the Night | Noční zásilka           | T.J. Scott            | námět: Carol Hay a Duncan Hay Jennings scénář: Carol Hay | 15. října 2019     | 26. října 2020     |
| 18           | 5         | Dead Man Walking       | Mrtvý muž přichází      | Felipe Rodriguez      | Ken Cuperus                                              | 22. října 2019     | 2. listopadu 2020  |
| 19           | 6         | Under the Influencer   | Svatba v přímém přenosu | Eleanore Lindo        | Jessie Gabe                                              | 29. října 2019     | 9. listopadu 2020  |
| 20           | 7         | The Woods Have Eyes    | Lesy mají oči           | T.J. Scott            | Julian Doucet                                            | 5. listopadu 2019  | 16. listopadu 2020 |
| 21           | 8         | Game of Bones          | Hra o kosti             | Eleanore Lindo        | Stephanie Tracey                                         | 12. listopadu 2019 | 23. listopadu 2020 |
| 22           | 9         | Bullet in the Water    | Kulka ve vodě           | Mars Horodyski        | Derek Schreyer                                           | 19. listopadu 2019 | 30. listopadu 2020 |
| 23           | 10        | The French Connection  | Francouzská spojka      | John Vatcher          | Derek Schreyer a Alex Pugsley                            | 26. listopadu 2019 | 7. prosince 2020   |
| 24           | 11        | Rex Machina            | Roborex                 | Felipe Rodriguez      | Vivian Lin                                               | 14. ledna 2020     | 14. prosince 2020  |
| 25           | 12        | Rex and the City       | Rex ve městě            | John Vatcher          | Jackie May                                               | 21. ledna 2020     | 21. prosince 2020  |
| 26           | 13        | In Pod We Trust        | Obětní beránek          | Stephanie Morgenstern | Pierre Mur a Stephanie Tracey                            | 28. ledna 2020     | 4. ledna 2021      |
| 27           | 14        | Tunnel Vision          | Smrt v podzemí          | Felipe Rodriguez      | Ken Cuperus                                              | 4. února 2020      | 11. ledna 2021     |
| 28           | 15        | Finger Foodie          | Souboj šéfkuchařů       | Adriana Maggs         | Jessie Gabe                                              | 11. února 2020     | 18. ledna 2021     |
| 29           | 16        | Flare of the Dog       | V záři plamenů          | Felipe Rodriguez      | Derek Schreyer a Vivian Lin                              | 18. února 2020     | 25. ledna 2021     |
| 30           | 17        | The Graveyard Shift    | bude oznámeno           | John Vatcher          | Ken Cuperus a Joseph Milando                             | 3. března 2020     | 1. února 2021      |
| 31           | 18        | Old Dog New Tricks     | bude oznámeno           | Felipe Rodriguez      | Julian Doucet                                            | 17. března 2020    | 8. února 2021      |
| 32           | 19        | In a Family Way        | bude oznámeno           | Harvey Crossland      | Derek Schreyer                                           | 24. března 2020    | 15. února 2021     |

### Třetí řada (2021)
| Č. v seriálu | Č. v řadě | Původní název  | Český název   | Režie         | Scénář        | Premiéra v Kanadě | Premiéra v ČR |
| ------------ | --------- | -------------- | ------------- | ------------- | ------------- | ----------------- | ------------- |
| 33           | 1         | Origin Story   | bude oznámeno | John Vatcher  | Jackie May    | 5. ledna 2021     | bude oznámeno |
| 34           | 2         | Manhunt        | bude oznámeno | bude oznámeno | bude oznámeno | 12. ledna 2021    | bude oznámeno |
| 35           | 3         | Endless Summer | bude oznámeno | bude oznámeno | bude oznámeno | 19. ledna 2021    | bude oznámeno |
| 36           | 4         | Under Pressure | bude oznámeno | bude oznámeno | bude oznámeno | 26. ledna 2021    | bude oznámeno |
| 37           | 5         | bude oznámeno  | bude oznámeno | bude oznámeno | bude oznámeno | bude oznámeno     | bude oznámeno |
| 38           | 6         | bude oznámeno  | bude oznámeno | bude oznámeno | bude oznámeno | bude oznámeno     | bude oznámeno |
| 39           | 7         | bude oznámeno  | bude oznámeno | bude oznámeno | bude oznámeno | bude oznámeno     | bude oznámeno |
| 40           | 8         | bude oznámeno  | bude oznámeno | bude oznámeno | bude oznámeno | bude oznámeno     | bude oznámeno |
| 41           | 9         | bude oznámeno  | bude oznámeno | bude oznámeno | bude oznámeno | bude oznámeno     | bude oznámeno |
| 42           | 10        | bude oznámeno  | bude oznámeno | bude oznámeno | bude oznámeno | bude oznámeno     | bude oznámeno |
| 43           | 11        | bude oznámeno  | bude oznámeno | bude oznámeno | bude oznámeno | bude oznámeno     | bude oznámeno |
| 44           | 12        | bude oznámeno  | bude oznámeno | bude oznámeno | bude oznámeno | bude oznámeno     | bude oznámeno |
| 45           | 13        | bude oznámeno  | bude oznámeno | bude oznámeno | bude oznámeno | bude oznámeno     | bude oznámeno |
| 46           | 14        | bude oznámeno  | bude oznámeno | bude oznámeno | bude oznámeno | bude oznámeno     | bude oznámeno |
| 47           | 15        | bude oznámeno  | bude oznámeno | bude oznámeno | bude oznámeno | bude oznámeno     | bude oznámeno |
| 48           | 16        | bude oznámeno  | bude oznámeno | bude oznámeno | bude oznámeno | bude oznámeno     | bude oznámeno |